# إلسي ناومبرغ
إلسي مارغريت بينغر ناومبرغ (بالإنجليزية: Elsie Naumburg) (7 يوليو 1880 – 25 نوفمبر 1953) هي عالمة طيور من الولايات المتحدة.

## السيرة الشخصية
ولدت إلسي لعائلة من اليهود الأمريكيين في نيويورك، وهي ابنة فرانسيس وغوستاف بينغر. كان لها ثلاثة أشقاء، هم روبرت بينغر، ووالتر بينغر وكارل بينغر. درست في معهد ساكس في جامعة غوتة في فرانكفورت وفي جامعة لودفيغ ماكسيميليان في ميونخ، ودرست مع كارل إدوارد هلماير لعدة سنوات. بعد عودتها للولايات المتحدة، انضمت إلى فريق موظفي قسم الطيور في المتحف الأمريكي للتاريخ الطبيعي بإشراف فرانك شابمان؛ تخصصت في طيور أميركا الجنوبية.
كان أهم أعمالها يتعلق بطيور ماتو غروسو، التي استندت فيه إلى مجموعات جمعها جورج كروك تشيري أثناء رحلة ثيودور روزفلت إلى البرازيل. وظّفت لاحقاً إيميل كايمفر لجمع الطيور في جنوب شرق البرازيل.
تزوجت إلسي من فيكتور ريتشينبيرغر عام 1908، وأصدرت بعض منشوراتها الإولى تحت هذا الاسم. توفي زوجها عام 1913، وتزوجت عام 1923 من والتر ناومبرغ.